# Слід на землі
«Слід на землі» (рос. «След на земле») — радянський художній фільм 1978 року, знятий режисером Наумом Бірманом на кіностудії «Ленфільм».

## Сюжет
Інспектор водоохорони Іван Карнавін, що живе в будинку на березі річки, любить свою малу батьківщину, де він народився і виріс і знає всіх в окрузі. Але розмірене життя Івана порушує поява біля річки великого промислового підприємства.

## У ролях
- Віктор Павлов —  Іван Єгорович Карнавін, інспектор водоохорони
- Наталя Гундарева —  Клава
- Володимир Самойлов —  Зуєв
- Борис Іванов —  Демикін
- Віктор Міхеєв —  Марков
- Сергій Іванов —  Веригін
- Роман Мадянов —  Мітя Карнавін
- Сергій Заморев —  Павлов, начальник споруджуваного цеху
- Радій Афанасьєв —  Гребенюк
- Марина Ліпартія —  Марина
- Олександра Бурмістрова —  Саша Карнавіна
- Іван Дмитрієв — епізод
- Галина Фігловська — епізод
- Олег Вл. Єфремов — епізод
- Тетяна Ткач — епізод
- Віктор Іллічов — льотчик
- Юхим Каменецький — епізод
- Степан Крилов — епізод
- Вадим Медведєв — епізод
- Сергій Мадянов — епізод
- Федір Одиноков —  директор радгоспу
- Анатолій Рудаков — епізод
- Євгенія Симонова —  Алла Сергіївна, співробітниця прокуратури

## Знімальна група
- Режисер-постановник — Наум Бірман
- Другий режисер — Людмила Гальба
- Автор сценарію — Володимир Гоник
- Оператор-постановник — Олександр Чиров
- Художник-постановник — Всеволод Улитко
- Звукорежисер — Ірина Черняхівська
- Композитор — Веніамін Баснер
- Монтаж — Тамара Ліпартія
- Директор картини —  Геннадій Хохлов
- Виробництво — Ленфільм (Перше творче об'єднання)